# 氢氧化钐
氢氧化钐是一种无机化合物，化学式为Sm(OH)3。

## 化学性质
氢氧化钐可溶于酸，生成钐盐：
Sm(OH)3 + 3 H+ → Sm3+ + 3 H2O
氢氧化钐受热分解，先生成SmO(OH)，继续加热得到Sm2O3。